# Malcolm Goodwin
Malcolm Goodwin (Brooklyn, Nueva York; 28 de noviembre de 1982) es un actor estadounidense, más conocido por su aparición en el vídeo musical para la canción "Party Rock Anthem" o su principal papel como Seamus "Shea" Daniels en Breakout Kings y por sus apariciones como Clive Babineaux en iZombie.

## Vida y carrera
Su amor por la actuación comenzó durante su tiempo con el Programa Ilimitado Julia Richman Talento en New York City. Más tarde se formó en SUNY Purchase College Conservatorio interino, donde obtuvo una Licenciatura en Artes de Teatro y Cine.
Goodwin ha dirigido y producido comerciales independientes, bocetos, cortometrajes, videos musicales y anuncios de servicio público. Recientemente apareció en el vídeo musical para la canción "Party Rock Anthem" de LMFAO. Él ha aparecido en artículos para Interview, L.A. Confidential, King, Vibe & Venice. Goodwin también tuvo papeles menores en varias películas y programas de televisión, tales como American Gangster, Detroit 1-8-, Leatherheads, The Longshots, Crazy on the Outside.
En 2015, Goodwin fue puesto en el papel principal de Det. Clive Babineaux en The CW serie de televisión iZombie.

## Filmografía

### Cine
| Año  | Título                            | Rol                  | Notas        |
| ---- | --------------------------------- | -------------------- | ------------ |
| 2005 | Wake of the Fallen Sun            | Jacob                | Cortometraje |
| 2005 | Backseat                          | Ricky                |              |
| 2005 | Get Rich or Die Tryin             | Shaarocks            |              |
| 2006 | The Architect                     | Big Tim              |              |
| 2007 | Got Next                          | Drew                 | Cortometraje |
| 2007 | Anamorph                          | Museum Guard         |              |
| 2007 | American Gangster                 | Jimmy Zee            |              |
| 2008 | Leatherheads                      | Bakes                |              |
| 2008 | Deception                         | Cabbie               |              |
| 2008 | The Longshots                     | Roy                  |              |
| 2008 | Miracle at St. Anna               | Higgins              |              |
| 2008 | The Lazarus Project               | Robbie               |              |
| 2009 | Mississippi Damned                | Sammy Stone          |              |
| 2009 | Brief Interviews with Hideous Men | Padre del Sujeto #42 |              |
| 2009 | Black Gloves                      | James                | Cortometraje |
| 2010 | Crazy on the Outside              | Rick                 |              |
| 2011 | Party Rock Anthem                 | Louis                | Corto        |
| 2011 | Not Quite College                 | Taxi Tommy           |              |
| 2011 | The American Dream                | Ronald               |              |
| 2012 | Rhino                             | Hank                 | Cortometraje |
| 2012 | Freelancers                       | A.D.                 |              |
| 2013 | A True Story                      | Jason                |              |
| 2013 | Thank You Card                    | Jamaal               | Cortometraje |
| 2014 | Project Bigfoot                   | Junior               |              |
| 201  | Run All Night                     | Officer Colston      |              |
| 201  | #Lucky Number                     | Garrett "G" Brown    |              |

### Televisión
| Año       | Título                            | Rol               | Notas                                       |  |
| --------- | --------------------------------- | ----------------- | ------------------------------------------- |  |
| 1997      | Color of Justice                  | Shawn             | película de televisión                      |  |
| 2003      | Law & Order                       | Lamont Tyler      | Episodio: "Patient Zero"                    |  |
| 2004      | Law & Order: Criminal Intent      | Elvin Fergin      | Episodio: "Mad Hops"                        |  |
| 2007      | K-Ville                           | Troy Boulet       | Episodio: "Critical Mass"                   |  |
| 2009      | Raising the Bar                   | Wesley Wedderburn | Episodio: "Is There a Doctor in the House?" |  |
| 2010      | Detroit 1-8-7                     | KJ                | Episodio: "Nobody's Home/Unknown Soldier"   |  |
| 2011      | The Tommy O Show Starring America | Mac Man           | película de televisión                      |  |
| 2011–2012 | Breakout Kings                    | Shea Daniels      | Rol principal, 23 episodios                 |  |
| 2012      | CSI: Crime Scene Investigation    | Aaron Voss        | Episodio: "Fallen Angels"                   |  |
| 2013      | Elementary                        | Andre Bell        | Episodio: "Details"                         |  |
| 2013      | Blue Bloods                       | Angelo Reid       | Episodio: "Unwritten Rules"                 |  |
| 2013      | Bones                             | CC Creach         | Episodio: "The Dude in the Dam"             |  |
| 2014      | House of Cards                    | Darnell Hayes     | Episodio: "Chapter 22"                      |  |
| 2014      | True Blood                        | Joe Thornton      | Episodio: "Almost Home"                     |  |
| 2015–2019 | iZombie                           | Clive Babineaux   | Rol principal                               |  |
| 2015      | Wayward Pines                     | Dr. Bauer         | Episodio: "Where Paradise Is Home"          |  |
| 2015      | The Bellman                       | JJ                | película de televisión, post-producción     |  |
| 2022      | Reacher                           | Oscar Finley      | Rol Principal                               |  |